# Розенфельд, Бобби
Фанни «Бобби» Розенфельд (28 декабря 1904, Екатеринослав — 14 ноября 1969, Торонто) — канадская спортсменка, завоевавшая золотую медаль в эстафете 4×100 м и серебряную медаль в беге на 100 м на Олимпийских играх 1928 года в Амстердаме. Кроме лёгкой атлетики, она занималась хоккеем, баскетболом, софтболом и теннисом. Розенфельд была названа лучшей спортсменкой Канады первой половины столетия. В её честь названа премия Бобби Розенфельд, которая вручается лучшей спортсменке года в Канаде.

## Спортивная карьера
Родилась в Екатеринославе, в еврейской семье, в том же году эмигрировавшей в Канаду. Росла в Барри, а в 1922 году семья поселилась в Торонто. В 1925 году на женском чемпионате Онтарио по лёгкой атлетики, всего за один день выступлений она завоевала золотые медали в метании диска, толкании ядра, в беге на 220 ярдов (200 м), беге с барьерами и прыжке в длину, а также заняла второе место в метании копья и беге на 100 ярдов (91 м). В середине 1920-х годов она удерживала национальный рекорд в эстафете на 440 ярдов, прыжке в длину с места, метании диска, копья и толкании ядра.
Кроме лёгкой атлетики, Розенфельд играла в баскетбол за команду Toronto’s Young Women’s Hebrew Association (YWHA), с которой дважды выходила в финал национального первенства. Она также играла в хоккей, фастбол, софтбол, лакросс и гольф. В 1924 году стала победительницей в теннисном турнире Toronto Ladies Grass Court Tennis.
На летних Олимпийских играх 1928 года Розенфельд установила несколько рекордов Канады по лёгкой атлетики. Она также завоевала золотую медаль в эстафете 4*100 м и серебряную медаль в беге на 100 м на.
В 1920-х и 1930-х годах она была одной из самых известных хоккеисток Канады. Она стала ключевой фигурой в чемпионской команде «Торонто Паттерсон Патс», выигравшей чемпионат Онтарио в 1927 и 1929 годах. В 1924 году она стала одной из основательниц Женской хоккейной ассоциации Онтарио и была её президентом с 1934 по 1939 год.
В 1939 году она была менеджером софтбольной команды Langley’s Lakesides. Под её руководством команда сыграла выставочную игру в «Медисон-сквер-гарден» на которую пришло посмотреть более 14 000 человек.